# Fernando Romboli
Fernando Romboli de Souza (Rio de Janeiro, 4 de janeiro de 1989) é um tenista profissional brasileiro. Detentor de 2 títulos de ATP de duplas.
Seu melhor ranking de simples é a 236ª colocação da Associação de Tenistas Profissionais (ATP), alcançada em 2011. Já nas duplas, seu melhor ranking é a 44ª colocação da ATP, alcançada em 4 de agosto de 2025.

## Carreira

### 2021: Primeiro título ATP
Romboli conquistou seu primeiro título ATP de duplas no ATP de Umag de 2021, ao lado de David Vega Hernández, derrotando os cabeças de chave Tomislav Brkić, da Bósnia e Herzegovina, e Nikola Ćaćić, da Sérvia.

### 2025: Semifinal de Masters 1000, segundo título de ATP, top 50 mundial de duplas, nº1 do Brasil
Em março de 2025, aos 36 anos, ele teve a melhor campanha de sua carreira no Masters 1000 de Indian Wells de 2025, onde, entrando como reserva ao lado de John-Patrick Smith, derrotou Austin Krajicek/Rajeev Ram (ex-números 1 do mundo e medalhistas de prata em Paris 2024), os sextos cabeças de chave Cash/Glasspool e a dupla Bhambri/Göransson, chegando às semifinais do torneio.
Em abril, ele conquistou seu segundo título no ATP 250 de Houston.
Foi vice-campeão do ATP 500 de Hamburgo, em maio. 
No Torneio de Roland Garros de 2025, ele e Patrick-Smith venceram 2 jogos e chegaram às oitavas de final.
Em Wimbledon, ao chegar na 2a rodada, entrou pela primeira vez no top 50 mundial de duplas. 
No Masters 1000 do Canadá, chegou às quartas de final.  Com isto, chegou ao seu melhor ranking na carreira (nº 44 do mundo) e se tornou pela primeira vez o duplista nº 1 do Brasil no ranking mundial. 